# Union du peuple
Union du peuple (Unió del Poble) est un parti politique communal andorran existant seulement dans la paroisse d'Escaldes-Engordany.
Ce parti a remporté les élections communales de décembre 2007.